# Пятилетова, Ирина Викторовна
Ири́на Ви́кторовна Пятиле́това (род. 1958, село Монастырище в Черниговском районе Приморского края) — журналистка, писательница, главный редактор Издательского дома «Вести» и газеты «Времена и Вести» в городе Дмитрове Московской области. Член Союза журналистов России.

## Биография
Ирина Пятилетова родилась в 1958 году в селе Монастырищи Приморского края. Её отец был военным, мать — учительницей. После демобилизации отца, семья вернулась в Дмитровский район Подмосковья. В 1976 году после участия во Всероссийском съезде юных литераторов, конкурсная работа Ирины Пятилетовой была озвучена по Всесоюзному радио. В 1981 году стала выпускницей физико-математического факультета Московского областного пединститута им. Н. К. Крупской. С 1990-х годов сотрудничала с разными газетами Дмитрова, также её работы публиковались в «Аргументах и Фактах», «Мире новостей». В 2001 году стала работать в штате газеты «Север Подмосковья» и «Ведомости ТППП». Весной 2003 года стала главным редактором издательского дома «Вести» и газеты «Времена и Вести».
В 2005 году была опубликована её книга «И только счастливые приходят смотреть», в 2006 году — книга «Димитрий Солунский. Дорога к святому». В 2005—2006 годах работала над изданием двухтомника «Путеводитель по Дмитрову» совместно с музеем «Дмитровский Кремль».
В 2009 году стала генеральным директором издательства «Родники».
В 2013 году вышла книга Ирины Пятилетовой «Борисоглебский мужской монастырь в Дмитрове. Обитель, город, край, страна». Книга победила в номинации «Книги по истории» Национальной премии «Лучшие книги и издательства 2013 года», также одержала победу во Всероссийском конкурсе краеведческой и региональной литературы «Малая Родина 2013». Также, в 2013 году писательница получила премию Главы Дмитровского муниципального района «Признание» за творческие достижения в 2013 году в области культуры, литературы и искусства за реализацию Православного издательского проекта «Историческое и культурное наследие Дмитрова, его значение в истории России».
В 2014 году Ирина Пятилетова стала лауреатом Московской областной премии М. М. Пришвина. В том же году стала победителем Премии главы Дмитровского муниципального района за достижения в области культуры, литературы и искусства «Признание» в номинации «Авторский проект» за реализацию Православного просветительского проекта «Историческое и культурное наследие Дмитрова и его значение в истории России».
Ирина Пятилетова в соавторстве с Аркадием Зюзиным создала путеводитель о Дмитрове, в котором содержится информация о храмах, монастырях, истории края и улицах города. Работа над книгой велась около года.
В ноябре 2018 года состоялась презентации книги «Анна из рода Патрикеевых», в марте 2019 года — презентация книги Ирина Пятилетовой «Введенский храм Дмитрова», а 31 мая 2021 года — презентация книги «Летопись героического похода. Конный переход Ашхабад-Москва».